# Laurel, Mexiko
Laurel är en ort i Mexiko.   Den ligger i kommunen Ixcatepec och delstaten Veracruz, i den sydöstra delen av landet, 230 km nordost om huvudstaden Mexico City. Laurel ligger 183 meter över havet och antalet invånare är 108.
Terrängen runt Laurel är platt åt nordväst, men åt sydost är den kuperad. Runt Laurel är det ganska tätbefolkat, med 67 invånare per kvadratkilometer. Närmaste större samhälle är Ixcatepec, 3,3 km sydost om Laurel. Trakten runt Laurel består till största delen av jordbruksmark.